# IC 3560
IC 3560 је спирална галаксија у сазвјежђу Береникина коса која се налази на листи објеката дубоког неба у Индекс каталогу.
Деклинација објекта је + 27° 4' 44" а ректасцензија 12h 36m 3,8s. Привидна величина (магнитуда) објекта IC 3560 износи 16,1 а фотографска магнитуда 17,1. IC 3560 је још познат и под ознакама Reiz 2593, NPM1G +27.0368, PGC 3089322.